# Emplectonema osceolai
Emplectonema osceolai är en djurart som tillhör fylumet slemmaskar, och som beskrevs av Corrêa 1961. Emplectonema osceolai ingår i släktet Emplectonema och familjen Emplectonematidae. Inga underarter finns listade i Catalogue of Life.